# Буткачева
Буткачева — упразднённая деревня на территории Вытегорского района Вологодской области России. Входила в Кемский сельсовет.

## Название
Известна как Будкачева, Будкачево, Будкачёво, Буткачево.

## География
Расположена на правом берегу реки Кема (река, впадает в Белое озеро), при современной федеральной автотрассе А119. Согласно «Списку населённых мест Олонецкой губернии» 1905 года — в 6 вёрстах от волостного центра села Игнатово.

## История
До упразднения уездно-губернского деления деревня входила в состав Чернослободской волости Олонецкой губернии..
В 1928—1954 годах входила в Низовский сельсовет: сначала Ковжинского района Лодейнопольского округа Ленинградской области, с 1930 года — Ковжинского района Ленинградской области, с 1937 года — Ковжинского района Вологодской области. После его упразднения перешла Кемский сельсовет.
Точная дата упразднения не выявлена.

## Население
Согласно «Списку населённых мест Российской империи по сведениям 1859—1873 годов» — 55 человек, из них 29 мужчин,
36 женщин. Согласно «Списку населённых мест Олонецкой губернии» 1905 года — 97 человек, из них 47 мужчин,
50 женщин. Все крестьяне.

## Инфраструктура
Было личное подсобное хозяйство с зоной сельскохозяйственного использования, индивидуальная застройка усадебного типа. Согласно «Списку населённых мест Российской империи по сведениям 1859—1873 годов» — 10 дворов. Согласно «Списку населённых мест Олонецкой губернии» 1905 года — 23 крестьянских дома.
Согласно «Списку населённых мест Олонецкой губернии» 1905 года до школы: 2 версты, до почтового отделения: 6.

## Транспорт
Стояла деревня на гужевой дороге, связывающей селения волости по реке Кемь. Согласно «Списку населённых мест Олонецкой губернии» 1905 года до пароходной пристани: 50 вёрст.